# 윤석현 (야구인)
윤석현(尹晳炫, 1984년 4월 15일 ~ )은 전 KBO 리그 야구 선수의 투수이다. 그의 외삼촌 최익성이다. 

## 출신학교
- 신일고등학교

## 연봉
- 1,700만 원